# クネセト・ハッ＝ゲドーラー
クネセト・ハッ＝ゲドーラー（ヘブライ語: כנסת הגדולה kneseth hagGdholah、Great Assembly, Great Synagogue）、あるいは大集会は、
第二神殿時代の初期のユダヤ教の制度で、立法を司る組織。
預言者時代の終わりである紀元前450年頃から、ラビ・ユダヤ教の自立した前200年頃に開かれていた。メンバーは120人。クネセト・ハグドラとも称されているが、実際にはこの時代のことは未だしっかりと解明されていない。
常設ではなく、必要に応じて開かれ、立法の機能を持つ穏やかな組織であったとされる。
当時のユダヤ教面での大きな役割を果たし、祈祷書、ミクラーの成立に重大な影響を及ぼした。
ハハーミーム（ソフリーム、タナイーム、アモライームのこと。紀元前6世紀から後6世紀までのハラハー面での指導者）は、エズラが初期の指導者であり確立者であったとしている。

## 現代イスラエル国
クネセトを参照。